# Felsőleszéte
Felsőleszéte (1898-ig Podola, szlovákul Podolie) község Szlovákiában, a Trencséni kerületben, a Vágújhelyi járásban.

## Fekvése
Vágújhelytől 10 km-re délnyugatra fekszik, Alsóleszéte tartozik hozzá.

## Története
A község területe ősidők óta lakott, a lausitzi kultúra temetőjének maradványait tárták itt fel.
A falut a 13. században Leszete néven említik először. Az 1332. évi pápai tizedjegyzésben is szerepel. Több birtokos után 1392-ben királyi adományként a Stíbor család birtoka lett. Temploma a 15. században épült, harangján nagy gótikus számjegyekkel az 1493-as évszám olvasható. Később a csejtei uradalom részeként az Országh, majd a Nádasdy család birtoka. 1695-ben az Erdődy család szerezte meg. 1715-ben 35 jobbágy és 13 zsellér háztartása volt. 1792. június 15-én Ján Kubán portáján tűz ütött ki, mely pillanatok alatt átterjedt az egész falura, a templomon és a plébánián kívül minden leégett. 1828-ban 174 házát 1217-en lakták. Lakói mezőgazdasággal, állattartással foglalkoztak.
Vályi András szerint "PODOLLA. Tót falu Nyitra Vármegyében, földes Ura Gróf Erdődy, és több Uraságok, lakosai katolikusok, fekszik Vág-Besztertzéhez közel, mellynek filiája, határja ollyan, mint Koritnóé, második osztálybéli"
Fényes Elek szerint "Podola, tót falu, Nyitra vmegyében, Csejtéhez délre 1 órányira: 1074 kath., 30 evang., 48 zsidó lak. Kath. paroch. templom. Földei termékenyek, rétjei kétszer kaszálhatók. Vizimalma van a Dudvágh vizén. F. u. gr. Erdődy Józsefnő. Ut. postája Galgócz."
A trianoni békeszerződésig Nyitra vármegye Vágújhelyi járásához tartozott.

## Népessége
| Év:            | 1994. | 2004.   | 2014.   | 2024.   |
| -------------- | ----- | ------- | ------- | ------- |
| Emberek száma: | 2071  | 2056    | 1958    | 1923    |
| Eltérés:       |       | -0,72 % | -4,76 % | -1,78 % |

| Év:            | 2023. | 2024.   |
| -------------- | ----- | ------- |
| Emberek száma: | 1892  | 1923    |
| Eltérés:       |       | +1,63 % |

1910-ben 1423, túlnyomórészt szlovák anyanyelvű lakosa volt.
2001-ben 2049 lakosából 1994 szlovák volt.
2011-ben 1952 lakosából 1827 szlovák volt.

## Neves személyek
- Itt született 1698-ban Földesi János bölcsészdoktor, jezsuita rendi pap, könyvtárnok.
- Itt született 1800-ban Weiss József egri főrabbi.
- Itt született 1850-ben Janda Ferenc igazgató-tanító.
- Itt született 1919-ben Jozef Ščepko orvos.
- Itt született 1950-ben Ľubomír Fogaš ügyvéd, oktató, parlamenti képviselő.
- Itt nyugszik Ocskay Ignác Nyitra vármegye alispánja, majd országgyűlési követe, királyi tanácsos.
- Itt szolgált Jozef Novák (1879-1917) szlovák nemzetébresztő, pap.
- Itt szolgált Petrásek Ágoston (1879-1944) csehszlovákiai politikus, római katolikus szerzetes pap.

## Nevezetességei
- Szent György tiszteletére szentelt római katolikus temploma 1332-ben már állt, 1748 és 1758 között barokk stílusban átépítették. A 20. század végén bővítették, körítőfal övezi.
- Klasszicista plébániája a 19. század első felében épült.
- Alsóleszéte nevű részén 19. századi klasszicista harangtorony és Szentháromság-oszlop áll.

## Külső hivatkozások
- Községinfó
- Felsőleszéte Szlovákia térképén
- Ismertető szlovák nyelven
- Az iskola honlapja
- Tourist-channel.sk